# Schweiz gröna parti
Schweiz gröna parti (på franska Parti écologiste suisse (PES), tyska Grüne Partei der Schweiz (GPS), italienska I Verdi Partito ecologista svizzero (PES), rätoromanska La Verda Partida ecologica svizra (PES)) eller De gröna (Les Vert-e-s / Grüne / I Verdi / La Verda), är ett schweiziskt politiskt parti, hörande till gruppen europeiska gröna partier. Partiet är en federation av partier på kantonnivå. Det finns 23 sådana partier representerande 21 kantoner.
De gröna i Schweiz har historiskt sett två grenar: en röd-grön och en mera centeristisk. I några kantoner finns det två gröna partier representerande de olika inriktningarna: Ena grenen har ekologism i förgrunden och sociala frågor mindre framträdande och den andra har ett större fokus på socialpolitik och mindre ekologism.